# Aethalura marginata
Aethalura marginata är en fjärilsart som beskrevs av Barend J. Lempke 1952. Aethalura marginata ingår i släktet Aethalura och familjen mätare. Inga underarter finns listade i Catalogue of Life.